# Paul Antaki
Paul Antaki (* 16. Januar 1927 in Kairo; † 29. Dezember 2011) war Weihbischof der Melkitischen Griechisch-Katholischen Kirche in Antiochien und Patriarchalexarch von Alexandria für Ägypten und Sudan.

## Leben
Nachdem er die französische und ägyptische Hochschulreife erlangt hatte, studierte er von 1945 bis 1951 Theologie am St. Anna Priesterseminar in Jerusalem. Dieses Priesterseminar wird gemeinsam mit der St.-Anna-Kirche von den Weißen Vätern geleitet. Die Priesterweihe empfing er am 2. Juli 1950. Von 1951 bis 1954 war er als Gemeindepfarrer in Alexandria eingesetzt. 1954 wurde er zum Regens des Patriarchalkolleges in Kairo berufen. Seit 1957 war er Sekretär beim Patriarchalvikar Joseph Elias Tawil. 1966 wurde er zum Leiter des Jugendseminars in Rayak im Libanon berufen.

## Bischofswürde
Am 9. September 1968 wurde er zum Titularerzbischof von Nubia ernannt und zum Weihbischof im Melkitischen Patriarchat von Antiochien bestellt. Die Bischofsweihe spendete ihm am 1. Dezember 1968 in der Kathedrale von Beirut der Patriarch von Antiochien, Erzbischof Maximos V. Hakim; Mitkonsekratoren waren die Erzbischöfe Elias Zoghbi von Baalbek sowie Patriarchalvikar Joseph Elias Tawil. Von 1968 bis 2002 war Antaki gleichzeitig Patriarchalvikar von Alexandria und dann von 1991 bis 2002 Patriarchalexarch von Alexandria für Ägypten und Sudan. 1997 wurde er zum Syncellus beim Patriarchen von Antiochien ernannt. Er war Mitglied der Bischofskonferenz von Ägypten und Vorsitzender der Jugendkommission.
Während seiner Amtszeit als Weihbischof weihte er 1973 Georges Michel Bakar zum Priester und war bei dessen Bischofsweihe zum Titularerzbischof von Pelusium dei Greco-Melkiti (Apostolischer Exarch von Jerusalem) Mitkonsekrator. Ferner war er Mitkonsekrator bei seinem Nachfolger als Patriarchalvikar von Alexandria Joseph Jules Zerey zum Titularerzbischof von Damiata dei Greco-Melkiti (Weihbischof in Antiochien).
Am 21. Juni 2001 nahm Papst Johannes Paul II. seinen altersbedingten Rücktritt vom Bischofsamt an.